# می جی
مِی (جمیله) هاشیموتو (به انگلیسی: May Hashimoto، به ژاپنی: 橋本芽生)، زادهٔ ۲۰ ژوئن ۱۹۸۸، با عنوان هنری مِی جِی.، خوانندهٔ پاپ و آراندبی اهل یوکوهامای ژاپن است. وی از مادری پارسی زبان و پدری ژاپنی زبان متولّد شد.

می جی در ۱۲ ژوئیهٔ ۲۰۰۶، با انتشار آلبوم «همۀ دختران من» فعّالیت هنری خود را آغاز کرد.